# Tärnsjö
Tärnsjö är en tätort i Heby kommun och kyrkby i Nora socken, Uppsala län.
Tärnsjö ligger vid Riksväg 56 mellan Heby och Hedesunda, och gränsar till Dalälven med Färnebofjärden i väster och Hedesundafjärdarna i norr.

## Historia
Tärnsjö syftade ursprungligen på några torp belägna vid Tärnsjön. Tärnsjö garveri startades 1873 och Tärnsjö ångsåg 1875. 1894 ändrades postadressen i Nora socken till Tärnsjö, för att undvika sammanblandning med Nora stad. När stationen vid Sala-Gysinge-Gävle järnväg invigdes 1901 fick även den samma namn. Tätorten har vuxit fram på byarna Norr Åsbo, Sör Åsbo, Laggarbo, Holvastby samt Prästgårdens ägor där Nora kyrka ligger.
Kring stationen växte ett stationssamhälle fram, med post, telestation, mejeri, affärer och fabriker, och Tärnsjö fick på kort tid fler invånare än hela resten av socknen. Befolkningen har minskat något, men har sedan 1960-talet legat konstant på omkring 1 200 personer.
Tärnsjö var först i Sverige att bilda ett hemvärn (4 januari 1940). Numera är hemvärnet i Tärnsjö nedlagt.

### Befolkningsutveckling
| Befolkningsutvecklingen i Tärnsjö 1960–2020 | Befolkningsutvecklingen i Tärnsjö 1960–2020 | Befolkningsutvecklingen i Tärnsjö 1960–2020 | Befolkningsutvecklingen i Tärnsjö 1960–2020 | Befolkningsutvecklingen i Tärnsjö 1960–2020 |
| ------------------------------------------- | ------------------------------------------- | ------------------------------------------- | ------------------------------------------- | ------------------------------------------- |
|                                             |                                             |                                             |                                             |                                             |
| År                                          |                                             |                                             | Folkmängd                                   | Areal (ha)                                  |
| 1960                                        | 1960                                        |                                             | 1 246                                       |                                             |
| 1965                                        | 1965                                        |                                             | 1 256                                       |                                             |
| 1970                                        | 1970                                        |                                             | 1 341                                       |                                             |
| 1975                                        | 1975                                        |                                             | 1 343                                       |                                             |
| 1980                                        | 1980                                        |                                             | 1 341                                       |                                             |
| 1990                                        | 1990                                        |                                             | 1 260                                       | 190                                         |
| 1995                                        | 1995                                        |                                             | 1 279                                       | 190                                         |
| 2000                                        | 2000                                        |                                             | 1 251                                       | 187                                         |
| 2005                                        | 2005                                        |                                             | 1 262                                       | 187                                         |
| 2010                                        | 2010                                        |                                             | 1 221                                       | 189                                         |
| 2015                                        | 2015                                        |                                             | 1 174                                       | 174                                         |
| 2020                                        | 2020                                        |                                             | 1 168                                       | 176                                         |
|                                             |                                             |                                             |                                             |                                             |

## Natur
Kring Tärnsjö ligger många naturreservat, däribland nationalparken Färnebofjärden och naturreservatet Östa. Andra platser av intresse i närheten av samhället är den så kallade Pelarsalen, med sina månghundraåriga tallar, samt källorna Ingbo och Ulebo.
Orten var tidigare känd för sina myggplågor, där framför allt översvämningsmyggan Aedes sticticus var ett problem, men sedan 2002 har biologisk myggbekämpning utförts i Nedre Dalälvsområdet, vilket fått myggbeståndet att minska kraftigt.

## Näringsliv
Företagslivet i Tärnsjö är småskaligt; den största arbetsplatsen är Tärnsjö garveri med omkring fyrtio anställda. Vid garveriet finns Nordens enda sadelmakarskola. Vid det gamla stationshuset finns sedan sommaren 2008 vandrarhemmet och caféet Tåg i Tärnsjö, som består av tre gamla tågvagnar och ett ånglok. Caféet är inhyst i en restaurangvagn och vandrarhemsdelen i två renoverade och anpassade sovvagnar.
Tärnsjö har en Ica-butik, Handelsboden. Coop Nära (före detta Konsum) lade ner i april 2013.
Gäfleborgs enskilda bank öppnade ett kontor i Tärnsjö den 1 november 1905. Denna bank uppgick så småningom i Svenska Handelsbanken. Även Mälareprovinsernas bank öppnade så småningom ett kontor i Tärnsjö som man år 1925 överlät till Svenska Handelsbanken. Sala sparbank etablerade sig i Tärnsjö år 1930. Handelsbanken lade ner runt år 2000. Sparbankens kontor avvecklades i februari 2021, varefter Tärnsjö saknade bankkontor.

## Kultur
I Tärnsjös gamla stationshus ligger Olof Krans-museet, där bilder av den till Amerika utvandrade målaren ställs ut. Intill ligger Nora hemvärns- och lottamuseum, som har en utställning av föremål relaterade till hemvärnet – i Nora socken bildades den första hemvärnsföreningen i Sverige. Direkt i anslutning till museerna ligger även Nora hembygdsgård med en mängd gamla byggnader, däribland Olof Krans födelsehem.
Tärnsjö bibliotek är inhyst i det gamla kommunalhuset, som byggdes under ledning av Anders Diös åren 1922–1923. Huset renoverades 1951, och sedan 1985 återfinns biblioteket här. Det anses vara Heby kommuns vackraste bibliotek, med vackra takmålningar.